# 산악 표준시
| UTC−03:30 | 뉴펀들랜드 표준시 (†서머 타임일 때는 UTC−02:30) |
| UTC−04:00 | 대서양 표준시 (†서머 타임일 때는 UTC−03:00)     |
| UTC−05:00 | 동부 표준시 (†서머 타임일 때는 UTC−04:00)       |
| UTC−06:00 | 중부 표준시 (†서머 타임일 때는 UTC−05:00)       |
| UTC−07:00 | 산악 표준시 (†서머 타임일 때는 UTC−06:00)       |
| UTC−08:00 | 태평양 표준시 (†서머 타임일 때는 UTC−07:00)     |
| UTC−09:00 | 알래스카 표준시 (†서머 타임일 때는 UTC−08:00)   |
| UTC−10:00 | 하와이-알류신 표준시                            |

| UTC+10:00 | 차모로 표준시 |
| UTC−11:00 | 사모아 표준시 |

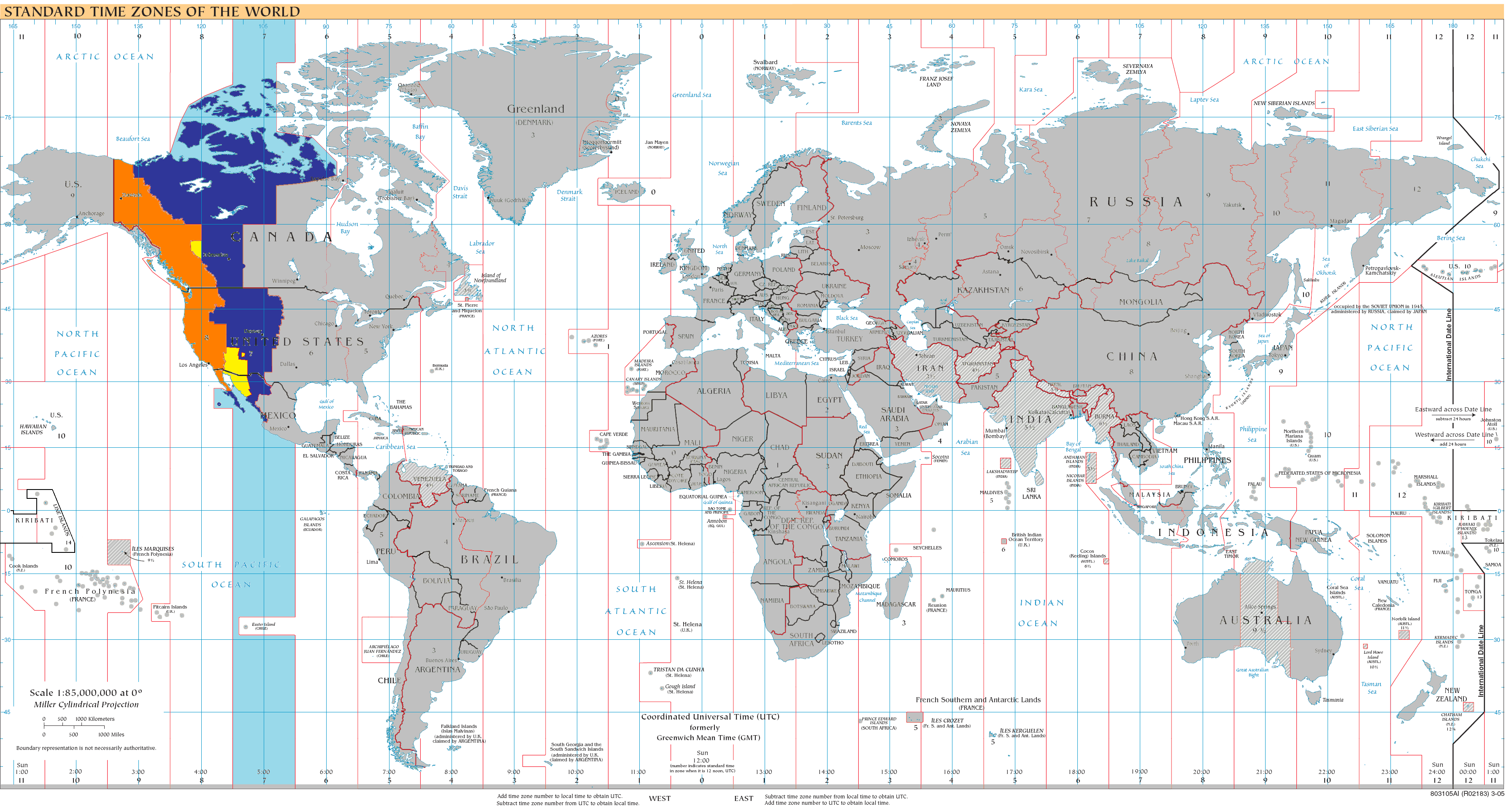

산악 표준시(山岳標準時, Mountain Time Zone)는 그리니치 평균시로부터 7시간을 뺀 시간대로 북아메리카 지역에서 쓰인다. 멕시코, 미국, 캐나다 일부지역에서 쓰이며, 섬머 타임중에는 UTC-06, 그 이외에는 UTC-07이다. 미국과 캐나다에서는 일반적으로 산악 시(山岳時，영어: Mountain Time, MT)로 부르며, 가을부터 겨울 동안은 산악 표준시(山岳標準時,영어: Mountain Standard Time, MST), 봄부터 여름 동안은 일광 절약 시간제로 산악 일광시(山岳日光時,영어: Mountain Daylight Time, MDT)라고 한다.

## 적용지역
- 캐나다
- 앨버타주
- 브리티시컬럼비아
- 노스웨스트 준주
- 매니토바
- 서스캐처원주
- 미국
- 콜로라도
- 뉴멕시코
- 유타주
- 와이오밍
- 애리조나
- 몬태나와아이다호주주 일부는 태평양시간대이다.
- 멕시코
- 치와와주
- 나야리트주
- 시날로아주
- 소노라주